# 山内和彦
山内 和彦（やまうち かずひこ、1965年 - ）は、日本の政治ジャーナリスト。元川崎市議会議員。

## 来歴
（詳細は選挙 (映画)#山内和彦）
1965年、東京都江戸川区に生まれる。 愛媛県立今治西高等学校を卒業。気象大学校と信州大学をともに中退。1989年、5年間の浪人を経て東京大学文科三類に入学する。1996年に東京大学文学部言語文化学科を卒業、同年東京大学社会情報研究所教育部に特別研究生として進む。
2005年10月、川崎市議会議員選挙宮前区選挙区補欠選挙（欠員1）に自由民主党公認で立候補し、当選する（20,544票）。川崎市議会では環境委員会や健康福祉委員会の委員を務めた。次期選挙に出馬せず、2007年5月2日、任期満了により川崎市議会議員を退任する。2007年12月、著書『自民党で選挙と議員をやりました』（角川SSC新書）を刊行。
2011年4月、以前と同じ宮前区選挙区（定数9）から川崎市議選に無所属で立候補したが、落選した（1,306票）。
2015年、江戸川区議会議員選挙（定数44）に無所属で立候補したが、候補者58人中56番目の得票数で落選した。
川崎市議選の様子は東大時代の同級生、想田和弘によりドキュメンタリー映画「選挙」「選挙2」が制作され、公開された。

## 著作
- 『自民党で選挙と議員をやりました』角川SSC新書、2007年
- 『100日くらいで理解できる憲法入門』オクムラ書店、2021年